# Sercan Güvenışık
Sercan Güvenışık (Donauwörth, 1º marzo 1980) è un ex calciatore turco, di ruolo attaccante.

## Carriera

### Club
Ha giocato nel San Jose Earthquakes, dopo aver girovagato in Germania.

### Nazionale
Ha fatto parte della nazionale turca under-21.

## Palmarès
- Fußball-Regionalliga: 1

Preußen Münster: 2010-2011 (girone ovest)